# Kosmos 34
Kosmos 34 – radziecki satelita rozpoznawczy. Trzeci statek typu Zenit-4 należącego do programu Zenit, którego konstrukcja została oparta na załogowych kapsułach Wostok. Kapsuła z negatywami opadła na terytorium ZSRR po 8 dniach.